# Reiner Sörries
Reiner Sörries (* 22. Oktober 1952 in Nürnberg) ist ein deutscher evangelischer Theologe, Kunsthistoriker und Christlicher Archäologe.

## Leben
Reiner Sörries studierte von 1972 bis 1977 Evangelische Theologie, Christliche Archäologie und Kunstgeschichte an der Universität Erlangen. Er legte das 1. und. 2. kirchliche Examen der Evangelisch-Lutherischen Kirche in Bayern ab und war von 1977 bis 1979 als Vikar in Schwabach tätig. Von 1979 bis 1991 war er wissenschaftlicher Mitarbeiter am Lehrstuhl für Christliche Archäologie und Kunstgeschichte an der Evangelisch-theologischen Fakultät der Universität Erlangen. 1981 wurde er zum Dr. theol. promoviert, 1987 habilitierte er sich und 1994 erhielt er den Titel eines apl. Professors.
Von 1992 bis zu seinem Ruhestand Ende 2015 war er Geschäftsführer der Arbeitsgemeinschaft Friedhof und Denkmal und Direktor des Zentralinstituts und Museums für Sepulkralkultur in Kassel.
Er ist Mitherausgeber der bei Vandenhoeck & Ruprecht erscheinenden Zeitschrift Leidfaden – Fachmagazin für Krisen, Leid, Trauer.

## Veröffentlichungen (Auswahl)
- Die Bilder der Orthodoxen im Kampf gegen den Arianismus. Eine Apologie der orthodoxen Christologie und Trinitätslehre gegenüber der arianischen Häresie, dargestellt an den ravennatischen Mosaiken und Bildern des 6. Jahrhunderts; zugleich ein Beitrag zum Verständnis des germanischen Homöertums (= Europäische Hochschulschriften. Reihe 23, Band 186). Lang, Bern/Frankfurt am Main 1983, ISBN 3-8204-5827-1 (zugleich: Dissertation).
- Die Evangelischen und die Bilder. Reflexionen einer Geschichte. Verlag der Evangelisch-Lutherischen Mission, Erlangen 1983, ISBN 3-87214-160-0.
- Die alpenländischen Fastentücher. Vergessene Zeugnisse volkstümlicher Frömmigkeit. Universitätsverlag Carinthia, Klagenfurt 1988, ISBN 3-85378-232-9 (zugleich: Habilitationsschrift).
- Die syrische Bibel von Paris. Bibl. Nat. Paris cod. syr 341. Eine frühchristliche Bilderhandschrift aus dem 6. Jahrhundert. Reichert, Wiesbaden 1991, ISBN 3-88226-520-5.
- Christlich-antike Buchmalerei im Überblick. 2 Bände. Reichert, Wiesbaden 1993, ISBN 3-88226-579-5.
- Auxentius und Ambrosius. Ein Beitrag zur frühchristlichen Kunst Mailands zwischen Häresie und Rechtgläubigkeit (= Christliche Archäologie. Band 1). Röll, Dettelbach 1996, ISBN 3-927522-45-7.
- Die Karner in Kärnten. Ein Beitrag zur Architektur und Bedeutung des mittelalterlichen Kirchhofes (= Kasseler Studien zur Sepulkralkultur. Band 8). Carinthia, Klagenfurt 1996, ISBN 3-924447-13-6.
- Josef Wilpert (1857–1944). Ein Leben im Dienste der christlichen Archäologie. Bergstadtverlag Korn, Würzburg 1998, ISBN 3-87057-202-7.
- Das Malibu-Triptychon. Ein Totengedenkbild aus dem römischen Ägypten und verwandte Werke der spätantiken Tafelmalerei (= Christliche Archäologie. Band 4). Röll, Dettelbach 2002, ISBN 978-3-927522-48-0.
- Daniel in der Löwengrube. Zur Gesetzmäßigkeit frühchristlicher Ikonographie. Reichert, Wiesbaden 2005, ISBN 978-3-89500-469-8.
- Von Kaisers Gnaden. Protestantische Kirchenbauten im Habsburger Reich. Böhlau, Köln/Wien/Weimar 2008, ISBN 978-3-412-20154-8.
- Alternative Bestattungen. Formen und Folgen. Ein Wegweiser. Fachhochschulverlag, Frankfurt am Main 2008, ISBN 978-3-940087-18-8.
- Urnenkirche oder Kirchenwald? Kirchliche Friedhofskultur heute. Fachhochschulverlag, Frankfurt am Main 2009, ISBN 978-3-940087-48-5.
- Ruhe sanft. Kulturgeschichte des Friedhofs. Butzon & Bercker, Kevelaer 2009, ISBN 978-3-7666-1316-5.
- Christliche Archäologie compact. Ein topographischer Überblick: Europa – Asien – Afrika. Reichert, Wiesbaden 2011, ISBN 978-3-89500-792-7.
- Naturbestattung und Totenleite. Naturreligionen – Neuheidentum – Neofaschismus. Fachhochschulverlag, Frankfurt am Main 2011, ISBN 978-3-940087-72-0.
- Herzliches Beileid. Eine Kulturgeschichte der Trauer. Primus, Darmstadt 2012, ISBN 978-3-89678-860-3.
- Was von Jesus übrig blieb. Die Geschichte seiner Reliquien. Butzon & Bercker, Kevelaer 2012, ISBN 978-3-7666-1621-0.
- „…auf festem Felsengrund…“ Evangelischer Kirchenbau in Südwestafrika. Böhlau, Köln/Wien/Weimar 2012, ISBN 978-3-412-20421-1.
- Spätantike und frühchristliche Kunst. Eine Einführung ins Studium der Christlichen Archäologie. Böhlau, Köln/Weimar/Wien 2013, ISBN 978-3-8252-3521-5.
- Öffentliches Sterben. Ein Plädoyer für Intimität. Verlagsgemeinschaft Topos Plus, Kevelaer 2014, ISBN 978-3-8367-0867-8.
- Von Mekka bis Berlin. Archäologie und Kulturgeschichte des islamischen Friedhofs. Reichert, Wiesbaden 2015, ISBN 978-3-95490-051-0.
- Vom guten Tod. Die aktuelle Debatte und ihre kulturgeschichtlichen Hintergründe. Butzon & Bercker, Kevelaer 2015, ISBN 978-3-7666-1945-7.
- Stirbt der Friedhof? Über das Dahinsiechen traditioneller Begräbniskultur. Fachhochschulverlag, Frankfurt am Main 2016, ISBN 978-3-943787-67-2.
- Der Tod ist die Pforte zum Leben. Die Geschichte des Friedhofseingangs vom Mittelalter bis zur Gegenwart. Reichert, Wiesbaden 2016, ISBN 978-3-95490-116-6.
- Ein letzter Gruß. Die neue Vielfalt der Bestattungs- und Trauerkultur. Butzon & Bercker, Kevelaer 2016, ISBN 978-3-7666-2232-7.
- Handbuch zur Islamischen Archäologie und Kunstgeschichte. Reichert, Wiesbaden 2018, ISBN 978-3-95490-280-4.
- Der frühchristliche Kirchenraum. Ikonographie – Ausstattung – Liturgie. Reichert, Wiesbaden 2020, ISBN 978-3-95490-429-7.
- mit Sarah Pohl, Yvonne Künstle: Aberglaube, Magie und Zuflucht im Übernatürlichen. Der Umgang mit außersinnlichen Erfahrungen in der Trauerbegleitung. Vandenhoeck & Ruprecht, Göttingen 2021, ISBN 978-3-525-40707-3.
- Von Allah bis Zypresse. Bildwörterbuch zur islamischen Ikonographie. Reichert, Wiesbaden 2021, ISBN 978-3-95490-447-1.
- Wolgast. Der Reiseführer. Herzogsstadt und Tor zur Insel Usedom mit Amt am Peenestrom. Reichert Verlag, Wiesbaden 2022, ISBN 978-3-7520-0658-2.